# Sebastian Krähenbühl
Sebastian Krähenbühl (* 1974 in Zürich) ist ein Schweizer Schauspieler und Hörspielsprecher.

## Leben
Krähenbühl wuchs in Birri, einem Ortsteil von Aristau, im Aargauer Reusstal auf. Zwischenzeitlich besuchte er auch eine Schule in Kathmandu, bevor er an die Rudolf-Steiner-Schule in Baar ging. Danach studierte er Schauspiel an der Zürcher Hochschule der Künste. Von 2000 bis 2002 war er Ensemblemitglied am Nationaltheater Mannheim, seither arbeitet er als freier Schauspieler, Regisseur und Tänzer und gründete seine eigene Produktionsfirma Krähenbühl & Co. Er tritt auch regelmässig in Einspielern der Satire-Sendung Deville Late Night auf. Seit 2021 ist Krähenbühl das Gesicht der aktuellen Migros-Fernsehwerbung, was ihn bei einem breiten Publikum bekannt machte.
Krähenbühl lebt heute mit seiner Partnerin in Zürich.

## Filmografie (Auswahl)
- 1999: De Fögi isch en Souhund (F. est un salaud)
- 2004: Piff Paff Puff
- 2007: Liebe und Wahn
- 2014: Tatort – Zwischen zwei Welten
- 2015: King
- 2016: Die Lehrer (Fernsehserie)
- 2016: Tatort – Freitod
- 2017: Lotto
- 2018: Generalstreik 1918
- 2018: Tatort – Die Musik stirbt zuletzt
- 2019: Zwingli
- 2020: Moskau Einfach!
- 2021: Wilder (Fernsehserie, 3. Staffel)
- 2021: Die Toten von Salzburg – Schwanengesang
- 2022: WaPo Bodensee – Schlechte Energien
- 2022: A Forgotten Man
- 2023: Neumatt – Kuhhandel
- 2024: Der Zürich-Krimi – Borchert und die Stadt in Angst

## Hörspiele (Auswahl)
- 2001: Peter-Jakob Kelting: Der letzte Henker (Stäuber) – Dramaturgie und Regie:	Reto Ott (Original-Hörspiel, Mundarthörspiel – DRS)
- 2005: Hansjörg Schneider: Hunkeler macht Sachen (Der kleine Niggi) – Regie:	Reto Ott (Hörspielbearbeitung, Kriminalhörspiel – DRS)
- 2010: Stephan Pörtner: Absturz (Zürcher Stadtpolizist 1) – Bearbeitung, Dramaturgie und Regie:	Reto Ott (Originalhörspiel, Mundarthörspiel – DRS)
- 2014: Gion Mathias Cavelty: Die Andouillette (Senenmut) – Bearbeitung und Regie:	Martin Bezzola (Hörspielbearbeitung – SRF)
- 2018: Wederik De Backer, Lucas Derycke: Leopoldpark 2.0 (4. Teil: Burn motherfucker, burn) (Sadistischer Schweizer) – Regie: Wederik De Backer, Lucas Derycke (Originalhörspiel – WDR)
- 2019: Markus Werner: Die kalte Schulter (Eugen Schnorf) – Regie:	Reto Ott (Originalhörspiel, Mundarthörspiel – SRF/SWR)
- 2020: Natascha Beller, Patrick Karpiczenko: Advent, Advent (Staffel 1) 3: Der Robo-Wichtel (Kurt Gräulich) – Komposition und Regie:	Martin Bezzola (Originalhörspiel, Kriminalhörspiel – SRF)
- 2020: Natascha Beller, Patrick Karpiczenko: Advent, Advent (Staffel 1) 4: Der Weichnachtszirkus (Herr im blauen Anzug) – Komposition und Regie:	Martin Bezzola (Originalhörspiel, Kriminalhörspiel – SRF)
- 2021: Julie Budtz Sørensen: Das mit de Zoe (Martin Brändli, Rektor) – Regie:	Reto Ott (Originalhörspiel – SRF)